# Himmelen måste saknat sin ängel

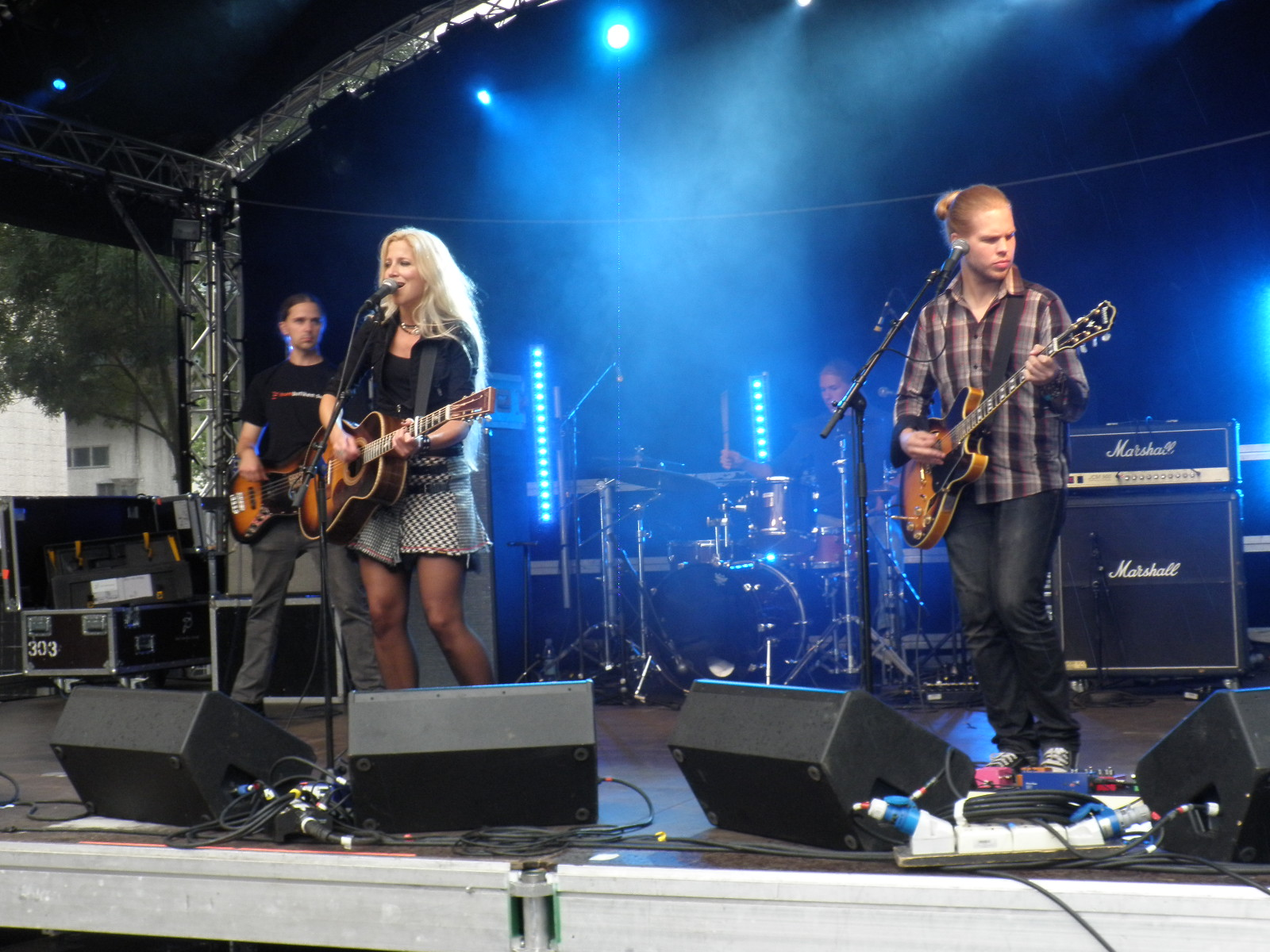
Nilla Nielsen med band i Helsingborg, 2011.

Himmelen måste saknat sin ängel är en singelskiva av Nilla Nielsen, utgiven den 12 september 2008. 
Strax efter att Redemption sky gavs ut reste Nielsen till Thailand för att samla kraft, men skadades allvarligt i tsunamikatastrofen på Phi Phi-öarna. Hon befann sig på stranden när tsunamin kom och skadades svårt och var sjuk i infektioner mer än ett år därefter. Planerad promotion och spelningar fick ställas in.
Efter tsunamin skrev Nielsen ”Himmelen måste saknat sin ängel” som laddats ner över 16 000 gånger. Nielsen har framfört den vid flera minnesceremonier.

## Låtlista
1. Himmelen måste saknat sin ängel - (Nilla Nielsen)

## Band
- Nilla Nielsen - Sång & gitarr

## Musikvideo
Himmelen måste saknat sin ängel finns även som musikvideo

## Fotnoter
1. ↑  ”Artikel om Himmelen måste saknat sin ängel”, MyNewsDesk, 11/7 2011
2. ↑  Nilla Nielsen (2008). ”Himmelen måste saknat sin ängel”. Spotify. https://open.spotify.com/track/13EmslePeEnHWeU5vHBjxm. Läst 23 september 2024.